# Substansvärde
Substansvärde är ett företagsekonomiskt begrepp inom området företagsvärdering. Det används ofta som en värdering av investmentbolag (såsom de svenska Investor eller Industrivärden), som i sin tur är värdet på den del av de producerande bolagens tillgångar investmentbolagets ägande representerar. Substansvärdet är värdet på det bokförda egna kapitalet plus skillnaden mellan tillgångarnas bokförda värde och deras marknadsvärde (marknadsvärdet är ofta högre).
På börsen är de flesta investmentbolag värderade med en substansrabatt.

## Varför inte helt enkelt bokfört eget kapital?
Anledningen till att man inte värderar investmentbolaget till företagets bokförda egna kapital är helt enkelt att tillgångarna på balansräkningen inte alltid återger tillgångarnas marknadsvärde. Marknadsvärdet är lätt att se för publika bolag som handlas för ett publikt värde varje vardag.
Om bolaget inte finansierades med lånat kapital skulle substansvärdet vara tillgångarnas (läs aktiernas) marknadsvärde (enligt dagskursen för innehav i publika bolag och enligt godtyckligt värde för innehav i privata bolag). Lånat kapital finansierar ofta inte mer än 25 % av tillgångarna i investmentbolag, så den enkla formeln kan ge ett ungefärligt värde.

## Intäktsgenerering
Om man antar att en krona i sysselsatta tillgångar (kapital) genererar 1 krona i intäkter om året så genererar Investor AB:s kapital 100 mdkr om året i försäljning (intäkter).